# Starke Reziprozität
Starke Reziprozität bezeichnet die Tendenz im menschlichen Verhalten, kooperatives Handeln altruistisch – also auf eigene Kosten, ohne selbst einen Vorteil zu erlangen – zu belohnen und von Normen abweichendes, betrügerisches Verhalten altruistisch zu bestrafen.
Menschen verhalten sich oft kooperativ gegenüber nicht genetisch verwandten Fremden. Dieses Verhalten ist auch dann noch zu beobachten, wenn die Wahrscheinlichkeit extrem gering ist, diesen Fremden erneut zu begegnen (siehe Reziproker Altruismus), und Reputation keine Rolle spielt (siehe Indirekte Reziprozität). Ein Beispiel ist, einem unbekannten Taxifahrer in einer großen Stadt im Ausland Trinkgeld zu zahlen. Derartiges Verhalten wurde in vielen kontrollierten ökonomischen Experimenten nachgewiesen. Weitere Experimente (Fehr et al. 2002), soziale Präferenztheorien und evolutionäre Theorien haben zudem gezeigt, dass eine bestimmte Form dieses stark reziproken Verhaltens besonders relevant ist, Kooperation zwischen Fremden zu etablieren und zu erhalten: starke Reziprozität ist durch das Belohnen kooperativer Handlungen und das Bestrafen unkooperativer Handlungen gekennzeichnet. Als Konsequenz ist starke Reziprozität ein wichtiger Anreiz für die Kooperation zwischen Fremden.